# Gorzów Śląski
Gorzów Śląski este un oraș în Polonia.